# 나카쇼촌 (나라현)
나카쇼촌(中荘村)은 나라현 요시노군에 설치되었던 촌이다.